# Divisão de Inteligência Naval
A Divisão de Inteligência Naval foi um componente do Estado-Maior Naval do Almirantado do Reino Unido criado em 1912. Era o ramo de inteligência do Almirantado Britânico antes da criação em 1964 da unificada Inteligência de Defesa. A Inteligência Naval cuidava de assuntos relacionados com os planos navais britânicos, principalmente da coleção de inteligência. A divisão também era conhecida como "Sala 39", devido seu número dentro do Almirantado.